# 天主教圣迭戈教区
天主教圣迭戈教區（拉丁語：Dioecesis Sancti Didaci）是美國一個天主教會教區，屬洛杉磯總教區。教區於1936年7月11日成立，管轄加州聖迭戈縣和因皮里爾縣，2010年時有教友981,211人、九十九個堂區和319名司鐸。現任主教為羅勃·懷德·麥克爾羅伊，輔理主教為若望·P·多蘭和雷蒙·貝賈拉諾，榮休主教為羅勃·亨利·布拉姆，榮休輔理主教為吉爾伯·E·查韋斯。